# Otar Javashvili
Otar Javashvili (tiếng Gruzia: ოთარ ჯავაშვილი; sinh ở Tbilisi ngày 17 tháng 8 năm 1993) là một cầu thủ bóng đá Gruzia. Tính đến năm 2018, anh thi đấu cho Gomel.